# شهرستان ینگی بازار
ناحیهٔ ینگی بازار (به ازبکی: Yangibozor District) یک ناحیه و ناحیه در ازبکستان است که در ولایت خوارزم واقع شده‌است.